# Brahlstorf
Brahlstorf är en kommun och ort i Landkreis Ludwigslust-Parchim i förbundslandet Mecklenburg-Vorpommern i Tyskland. 
Kommunen har två Ortsteile Brahlstorf och Düssin.
Kommunen ingår i kommunalförbundet Amt Boizenburg-Land tillsammans med kommunerna Bengerstorf, Besitz, Dersenow, Gresse, Greven, Neu Gülze, Nostorf, Schwanheide, Teldau och Tessin bei Boizenburg.